# Gare de Lyon-Jean Macé
Gare de Lyon-Jean Macé – stacja kolejowa w Lyonie, w departamencie Rodan, w regionie Owernia-Rodan-Alpy, we Francji. Położona jest w 7. dzielnicy Lyonu. Jej celem jest odblokowanie głównych stacji miasta Part-Dieu i Perrache, jednocześnie wchodząc w skład TCl. Uruchomienie stacji miało miejsce 13 grudnia 2009.